# Фойдинген
Фойдинген (нем. Feudingen) — отдельный населённый пункт в пределах города Бад-Ласфе (Северный Рейн-Вестфалия, Германия).

## География

### Географическое положение
Фойдинген расположен в верховьях реки Лан, к юго-востоку от главного хребта Ротхаргебирге, входящего в состав Рейнских Сланцевых гор, и граничит с населёнными пунктами Фолькгольц, Рюккерсхаузен, Бермерсхаузен и Банфе, которые также относятся к городу Бад-Ласфе.

### Естественные водотоки
Непосредственно через Фойдинген с запада на восток протекает Лан. Водоток Ильза впадает в Лан с юга между Фойдингеном и Фейдингерхютте. Кроме того, в реку Лан в Фойдингене впадают ручьи Кальтербах, Ауэрбах, Вельзенбах и Фойдинге. НЕдалеко от Фойдингена находится истоки рек Зиг, Эдер и Лан.

### Природно-территориальный комплекс (ПТК)
От Фойдингена, вверх по течению Лана начинается крупный ПТК, называемый «Долиной верхнего Лана» (Oberes Lahntal).

## История
Фойдинген впервые упоминается в документе в 1218 году в акте дарения от дворянина и пресвитера Эйнольфа (или Эгинольфа) фон Фойдингена монастырю Хайна. Пожертвование подтверждается в этом документе архиепископом Майнца Зигфридом II. Оригинал сертификата, написанный на латыни, находится в Гессенском государственном архиве в Марбурге. Здесь также можно найти первые документальные свидетельства мельницы Фойдингера, старейшей из всех мельниц Виттгенштайна.
В 1396 г. дворянский род Фойдингена упоминается в последний раз. Позже крестьяне Фойдингера, как вассалы различных дворян из Хайнхена и Зассманнсхаузена, подчинялись нескольким рыцарям. В конце XIV века графы Витгенштейны впервые приобрели права фогтов, а вскоре и феодальное владение. Кроме того, церковь Св. Мартина также приобрела собственность в Фойдингене в середине XV века. Церковь, построенная на холме, долгое время была ядром поселения.
К 1618 году к северу и востоку от церкви было построено 44 дома. Из-за ежегодных наводнений в низине Лана, там избегали строить жилые дома.
Местный дворянин Людвиг II Сайн-Витгенштейн в Тридцатилетней войне стал на сторону протестантского союза. Жители Фойдингена были избавлены от непосредственных военных событий, но они пострадали от войны из-за переброски войск и расквартирования, голода и военных налогов. Поскольку Фойдинген был удобен в транспортном отношении, располагаясь на одной из «больших дорог», то жители неоднократно становились жертвами грабежей.
В 1741 году большая часть деревни была уничтожена разрушительным пожаром. Всего за два часа сгорело 65 зданий, в том числе 33 жилых дома и здание школы. Сообщения очевидцев, хранящиеся в Княжеском архиве Бад-Лаасфе, предполагают, что пожар был вызван сильной грозой.
Строительство Зиг-Лан-штрассе (ныне дорога земельного значения L 719) в 1856 году, привело к созданию плотину от наводнения на левой стороне Лана, поэтому здесь возникли торговые предприятия и различные мастерские уже за пределами старого центра населённого пункта.
В 1885 году в Фойдингене насчитывалось 163 дома с 930 жителями, в Фодингерхютте — 20 домов с 132 жителями. Семь других населённых пунктов, частично слившихся с основным поселением, было в общей сложности 14 жилых домов с 68 жителями.
В 1888 году строительство железнодорожной линии Эрндтебрюк — Ласфе также привело к дополнительному заселению и росту значения Фойдингена. После длительного планирования в 1901 году в Фойдингене впервые был проложен водопровод, так как имевшиеся до этого колодцы уже не соответствовали гигиеническим требованиям. Однако из-за ненадлежащего исполнения работ уже в 1906 году пришлось составить дополнительный проект. В итоге только в 1911 году соседний Фойдингерхютте также смог получить водопровод.
Фойдинген практически избежал разрушений в ходе Второй мировой войны, но 108 жителей посёлка погибли на фронтах. Только однажды, 20 марта 1945 года, американские войска совершили воздушный налет. Целью атаки был поезд, груженный оружием, который был замечен во время разведывательного полета накануне. 31 марта 1945 года посёлок заняли войска США. Сопротивления практически не было, поэтому жертв среди мирного населения в результате боевых действий не было.
До муниципальной реорганизации Фойдинген был самостоятельным муниципалитетом, но 1 января 1975 г. вошёл в состав города Бад-Ласфе.

## Население
В Фойдингене количество населения менялось следующим образом:

Панорама Фойдингена

- 1885: 1130 жителей в 197 домах
- 1961: 2474 жителей[1]
- 1970: 2526 жителей[1]
- 1974: 2523 жителей[2]
- 2007: 2385 жителей

## Политика

### Герб
Герб населённого пункта представляет из себя голову оленя, смотрящую вперёд, в  черно белом (серебряном) исполнении. Этот герб принадлежал рыцарям Фойдингена ещё в начале XIII века. Согласно традиции,он должен быть оформлен в зелёном и белом цветах, но цветового изображения того времени не сохранилось.
С присоединением населённого пункта к Бад-Ласфе в 1975 году герб утратил свою юридическую силу. Теперь старый герб используется только неофициально, а именно является частью гербов различных клубов в Фойдингене.

## Культура и достопримечательности

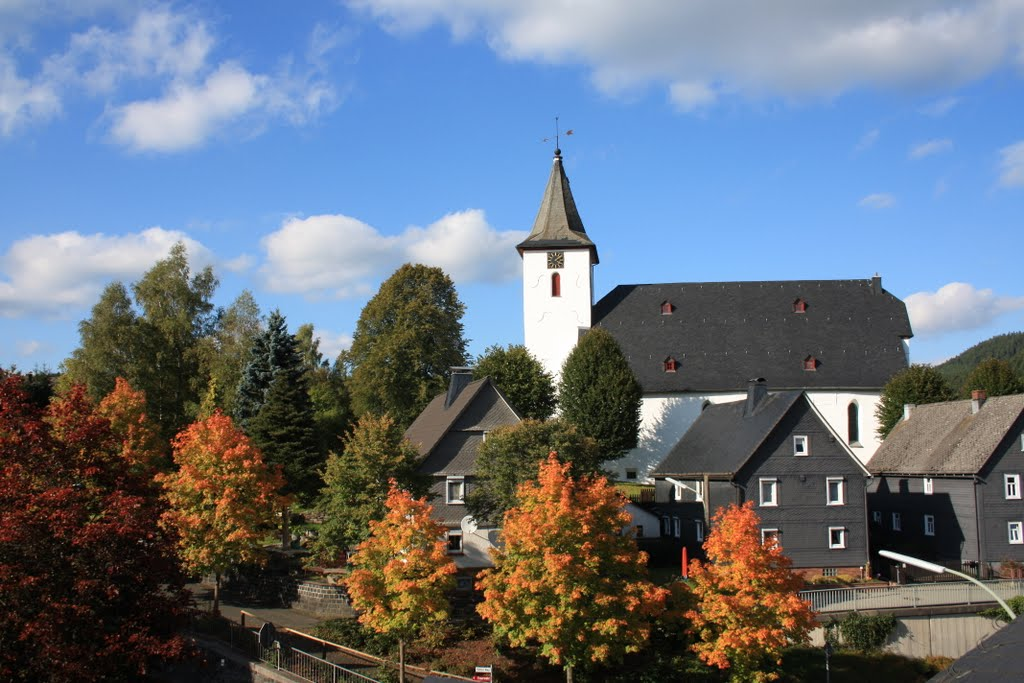
Евангелическая церковь Фойдингена

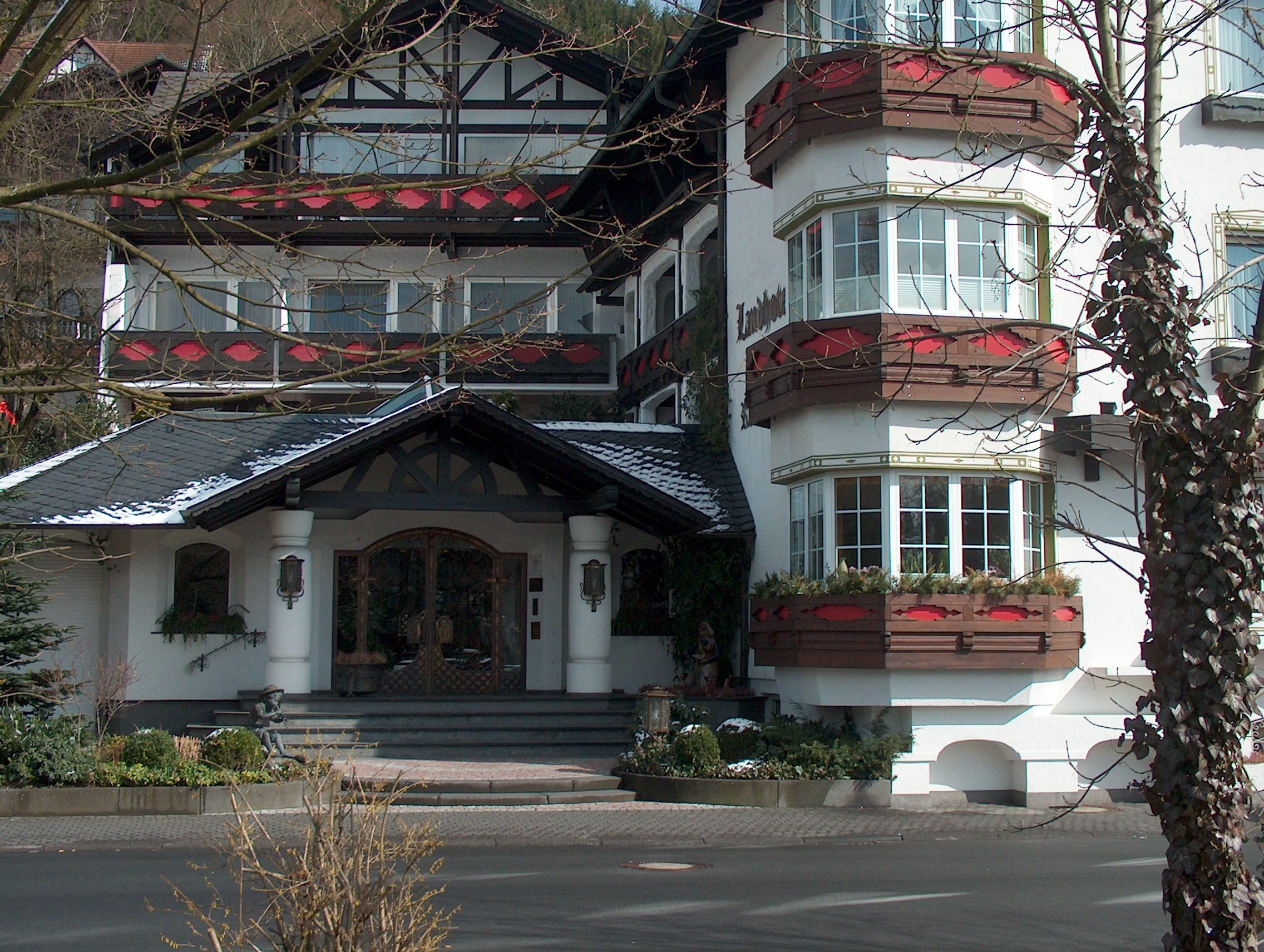
Гостиница

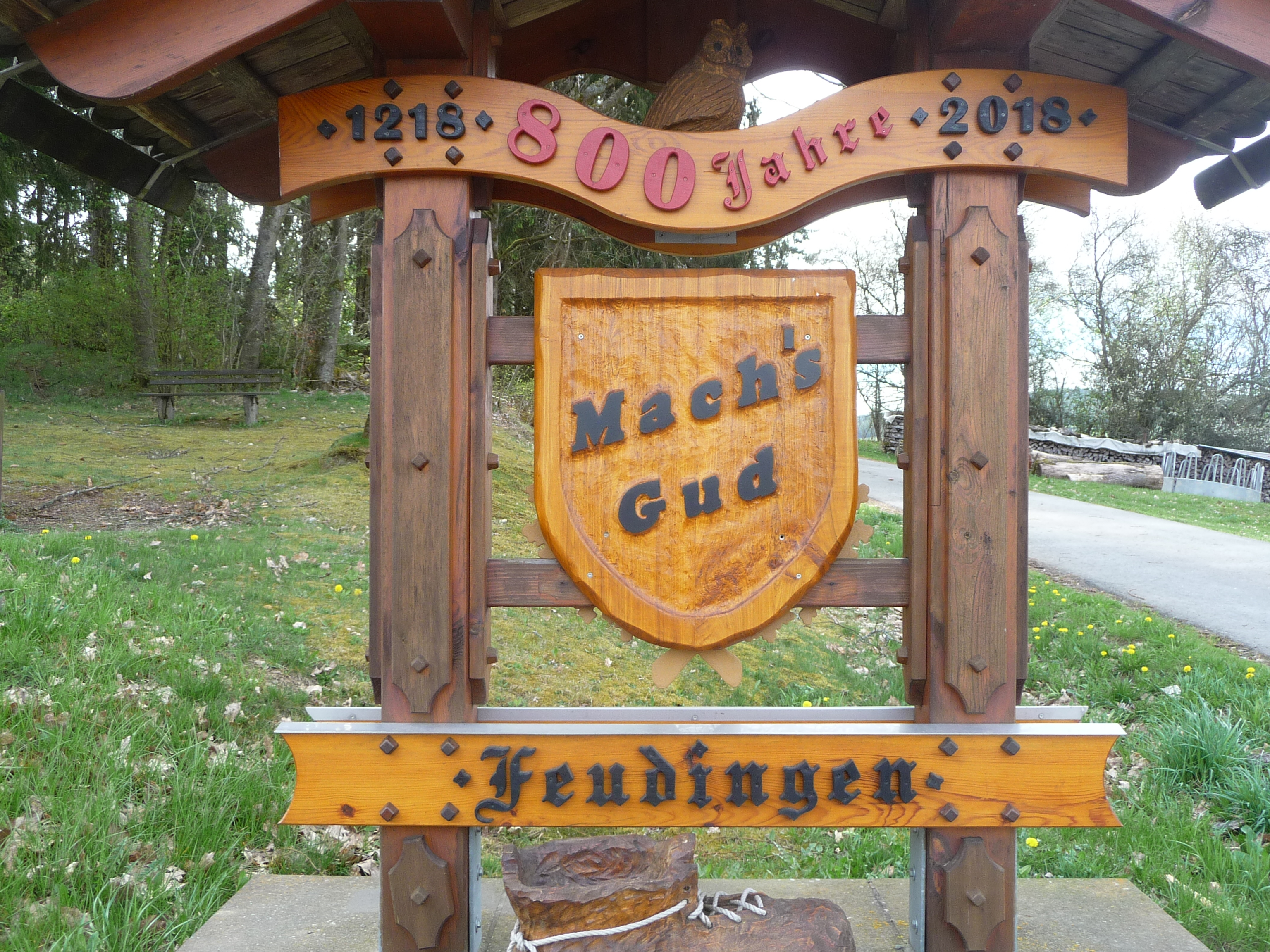
Фойдингену более 800 лет

### Евангелическая церковь
Евангелическая церковь в Фойдингене представляет собой позднероманскую трёхнефную зальную церковь XIII века. Тогда дна принадлежала католической конфессии и была посвящена святому Мартину Турскому. В настоящее время это самое старое сохранившееся здание в деревне.
В парадных сводах есть орнаменты, датированные около 1250 г., в алтаре можно увидеть старые фрески (около 1450 г.). Также представляет интерес мемориальная доска 1714 года, на которой сообщается о годичном споре о сидячих местах в церкви.
Фойдинген также имеет самые старые церковные реестры в Вестфалии: реестр смертей начинается ещё с 1523 года.

### Католическая церковь
Церковь находилась под покровительством архангела Михаила и была построена в 1963 года по проекту архитектора Генриха Шефера. Здание имело прямоугольную форму и было покрыто двухскатной крышей. Башня стояла со стороны долины, и на ней была крестообразная крыша. Ярко вылеласось большое круглое окно на торце фронтона, так называемая роза. Внутри деревянный потолок объединял алтарь и неф. Эрнст Суберг создал мозаику и картины на стекле. Католическая церковь, построенная специально для силезских военных беженцев, была окончательно снесена в 2007 году по финансовым причинам из-за отсутствия достаточного количества прихожан.

### Краеведческий музей «Долины верхнего Лана»
Краеведческий музей расположен в здании старой начальной школы. Здесь демонстрируются экспонаты, рассказывающие о ремёслах региона около 1900 года. Кроме этого здесь можно увидеть исторические книги, окаменелости и археологические находки, искусно оформленные оловянные и медные гробы XVII века и т. д.

## Спорт
На стадионе Танненвальд в Фойдингене построена спортивная площадка с искусственным покрытием.

## Личности
- Генрих Брандт (1886–1954) — математик
- Фриц Хайнрих (1921–1959) — политик (СДПГ)
- Вернер Шнайдер (1935 – 2022) — дизайнер и каллиграф
- Клаус Мюллер-Домник (1937–2000) — преподаватель рисования, скульптор и график
- Карл Лот (* 1954) — скульптор